# Batalha de Kunduz (2016)
Batalha de Kunduz ocorreu entre 3 a 12 de outubro de 2016 na cidade afegã de Kunduz, entre as Forças de Segurança Nacional Afegãs e os insurgentes do Talibã.

## Desenrolar
Os talibãs atacam a cidade de Kunduz na noite de 2 a 3 de outubro de 2016, após uma primeira ofensiva contra a mesma cidade. O Talibã reivindica a incursão, que ocorreu como parte de uma ofensiva apelidada de 'Omari' em homenagem ao Mulá Omar, de acordo com a declaração de um de seus porta-vozes, Zabihullah Mujahid. Os insurgentes lançam o ataque por volta das três horas da manhã e avançam em quatro frentes. Entram facilmente na cidade, alcançando inclusive o centro, hasteiam suas bandeiras sobre os principais cruzamentos do centro da cidade e depois atacam a sede da polícia e a sede do governador provincial.
No entanto, as forças afegãs contra-atacam, especialmente com o reforço de uma centena de forças especiais o que inverte a situação. À tarde, os talibãs são repelidos do centro e se retiram para o bairro de Khak Kani, a sudoeste.   Os estadunidenses também realizam ataques aéreos em apoio às forças afegãs..
Em 4 de outubro, os combates continuam fora da cidade, especialmente no sul. Porém os talibãs recebem reforços nos dias seguintes e voltam a atacar. Em 7 de outubro, retomam posições e, mais uma vez, alcançam o centro da cidade.  Enquanto isso os civis fogem dos combates, de acordo com a ONU, 10.000 deles deixam a cidade entre 3 e 7 de outubro.
Os talibãs são finalmente expulsos de Kunduz em 12 de outubro. 